# Lago Selmęt Wielki
Il lago Selmęt Wielki è un lago della Polonia.